# Cercobelus godoyae
Cercobelus godoyae är en stekelart som beskrevs av John S. Noyes och Paul E. Hanson 1996. Cercobelus godoyae ingår i släktet Cercobelus och familjen sköldlussteklar.
Artens utbredningsområde är Costa Rica. Inga underarter finns listade i Catalogue of Life.